# Alice von Hildebrand
Alice von Hildebrand, geborene Alice Jourdain (* 11. März 1923 in Brüssel, Belgien; † 14. Januar 2022 in New Rochelle, New York) war eine katholische Philosophin und Theologin.

## Leben
Als Kriegsflüchtling kam Alice Jourdain 1940 nach New York City. Sie lernte den Philosophen und Theologen Dietrich von Hildebrand an der Jesuiten-Hochschule Fordham University in New York kennen und studierte Philosophie an der Fordham University. Später wurde sie die Assistentin, ab 1959 Ehefrau, von Dietrich von Hildebrand und arbeitete mit ihm bei der Abfassung einiger seiner Bücher zusammen.
Ab 1947 unterrichtete sie am Hunter College in New York City und war bis 1984 37 Jahre lang Professorin für Philosophie. Danach war sie als Rednerin in Südamerika, Kanada, in fünfunddreißig US-Bundesstaaten und viele europäischen Länder engagiert. Neben ihrer langjährigen Tätigkeit am Hunter College unterrichtete sie auch an mehreren anderen Einrichtungen, darunter am Katechetischen Institut in Dunwoody, NY, an der Franciscan University of Steubenville (wo sie viele Jahre lang Mitglied des Kuratoriums war), am Thomas-More-College in Rom, am Ave Maria College in Michigan und am Notre Dame Institute in Arlington, VA (heute Notre Dame Graduate School of Christendom College).
Alice von Hildebrand war als Lektorin und Schriftstellerin tätig. Zu ihren Werken zählen: The Privilege of Being a Woman (2002) sowie The Soul of a Lion: The Life of Dietrich von Hildebrand (2000), eine Biografie ihres verstorbenen Ehemannes. Sie veröffentlichte zahlreiche Beiträge, die in Zeitschriften und Magazinen wie The New Oxford Review, Homiletic and Pastoral Review, Crisis Magazine und This Rock erschienen. Zudem war sie für die Catholic News Agency sowie für EWTN-Fernsehen tätig.
Im Jahr 2004 rief sie gemeinsam mit mehreren Schülern ihres Mannes das Dietrich von Hildebrand Legacy Project ins Leben, um die langfristige Förderung und Verbreitung des Lebens und Denkens ihres Mannes sicherzustellen. Das Hildebrand-Projekt hat die persönliche Unterstützung von Papst Benedikt XVI. sowie einer Reihe von philosophischen und theologischen Wissenschaftlern, Politikern und Philanthropen.

## Ehrungen und Auszeichnungen
- Orden des heiligen Gregor des Großen (Komturkreuz)

## Schriften
- Greek Culture, the Adventure of the Human Spirit (Hg.), New York 1966
- Introduction to a Philosophy of Religion. Chicago 1970
- By Love Refined. Letters to a Young Bride. Manchester, NH 1989
- mit Peter Kreeft: Women and the Priesthood. Steubenville, Ohio 1994, ISBN 0-940535-72-6
- By Grief Refined. Letters to a Widow. Steubenville, Ohio 1994
- mit Dietrich von Hildebrand und Rudolf Ebneth: Memoiren und Aufsätze gegen den Nationalsozialismus, 1933–1938. Matthias-Grünewald-Verlag, Mainz 1994, ISBN 3-7867-1737-0
- Soul of a Lion. Dietrich Von Hildebrand. A Biography. San Francisco 2000, ISBN 0-89870-801-X; deutsch: Die Seele eines Löwen: Dietrich von Hildebrand. Düsseldorf 2003, ISBN 3-936755-15-9
- The Privilege of Being a Woman. Ypsilanti, Mich. 2002